# En pointe

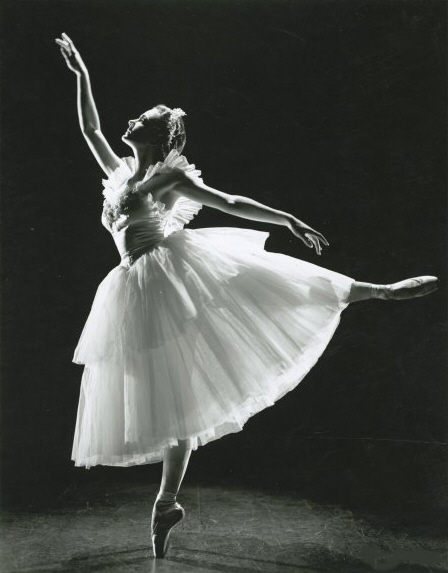
Jocelyn Vollmar, Primo Arabesque eseguito in punta

Nella danza classica, per en pointe o in punta si intende una tecnica che consiste nell'eseguire passi sollevandosi sulle punte dei piedi. Normalmente per ballare in punta si utilizzano specifiche calzature, le cosiddette scarpette da punta, dette comunemente punte, basate su una combinazione di pasta, tessuto, pelle e cartone per la rigidità. Queste scarpette possono durare, se usate da professioniste, alcuni giorni, o solo un'esibizione. 
Le difficoltà di questo tipo di ballo sono notevoli e richiedono molto studio preliminare per impostare correttamente il corpo e rinforzare tutti i muscoli che servono da sostegno (in modo particolare quelli degli arti inferiori e quelli del tronco). Infatti nonostante l'utilizzo di calzature adeguate, lo studio e la pratica di questa tecnica può provocare dolori e causare seri problemi ai piedi e alla colonna vertebrale.

## Storia della tecnica
Il primo utilizzo vero e proprio di questa tecnica è tuttora sconosciuto: si ipotizza che già nel Settecento fosse in uso da parte di danzatori napoletani. L'invenzione delle scarpette da punta sembrerebbe essere dovuta al maestro di danza dell'Opéra di Parigi Jean François Coulon. La prima danzatrice a indossarle fu infatti la sua allieva Geneviève Gosselin nel 1813, seguita da Amalia Brugnoli (anche lei allieva del Coulon), che danzò sulle punte nel 1823 in La Fée et le Chevalier di Armand Vestris (1788-1825) . Ma sarà solo nel 1832, con la rappresentazione del balletto La Sylphide nell'interpretazione di Maria Taglioni, che la tecnica delle punte darà luogo a una vera e propria rivoluzione nella storia della danza classica e la leggerezza e la soavità collegate al ballo en pointe dominerà durante tutto il periodo romantico nelle creazioni dei balletti.

### Maria Taglioni eLa Sylphide: la rivoluzione
Maria Taglioni eseguì l'intero balletto La Sylphide "en pointe", risultando così la "madre" e la pioniera di questa tecnica. La Taglioni usava delle morbide scarpe da ballo precedentemente rinforzate in punta: l'area interessata era stata rinforzata solamente con delle cuciture nella parte frontale. 

La tecnica ebbe un enorme successo e divenne in seguito un fondamento del balletto classico, che si evolse sempre di più con la creazione di nuovi passi sempre più complessi.

### En pointeoggi
Nel balletto classico la totalità (o la quasi totalità) dell'opera necessita di questa tecnica. Tuttavia, altre forme di danza la utilizzano, anche se ciò avviene in forme parzializzate e a livelli tecnici inferiori.
Alcuni esempi sono la danza jazz, street dance, o il tip-tap. In quest'ultimo si usa anche la dizione stare in punta. Nella danza contemporanea, la tecnica viene usata con obiettivi e significati molto diversi rispetto a quelli delle origini.